# Schibboletexperimentet
Schibboletexperimentet är ett forskningsexperiment vid Karolinska Institutet där en grupp chefer konfronterades med livets mest fundamentala och smärtsamma frågor genom starka konstnärliga upplevelser. Experimentet och resultaten beskrivs detaljerat i en avhandling framlagd vid Karolinska institutet 2014.
Experimentet gick ut på att utvärdera det så kallade Schibboletkonceptet (en experimentell metod för ledarskapsutveckling utvecklad av Julia Romanowska) i en randomiserad, kontrollerad vetenskaplig studie under cirka två år. Konceptets beteendemässiga, psykologiska och hälsorelaterade (biologiska och mentala) effekter på ledare och deras medarbetare jämfördes med effekter av ett mer traditionellt ledarskapsprogram i Försvarsmaktens regi. 
Experimentet har uppmärksammats i ett antal olika medier.

## Experimentet
Resultaten visade klara skillnader mellan gruppernas utveckling. I den långsiktiga uppföljningen, åtta månader efter utbildningens slut, rapporterade medarbetare och chefer i schibboletgruppen en minskad frekvens av stressrelaterade symtom. De upplevde sig vara mer energiska, sov bättre och kände sig bättre till mods. Självkänslan stärktes och förmågan att hantera konflikter förbättrades. Det innebär att schibboletgruppen utvecklade en högre psykologisk resiliens eller motståndskraft över tid. Hos kontrollgruppens medarbetare och chefer observerades tvärtom en ökning av sömnstörningar, känslomässig utmattning och depressiva symtom. Nivåerna i blodet av det anabola hormonet DHEA-S befanns vara klart högre hos både medarbetare och chefer i schibboletgruppen jämfört med medarbetare och chefer i kontrollgruppen.
Cheferna i schibboletgruppen omprövade sin självbild och synen på makt och ansvar. Chefernas förändrade förhållningsätt påverkade, i sin tur, deras medarbetare till förändringar
Journalisten och författaren Maciej Zaremba skriver om schibboletexperimentet:  »Aristoteles påstod att man blev en bättre människa av att se tragedi på teatern. Att konsten kunde hela var en mycket vacker tanke. Lite för vacker för att vara sann. Ingen har väl någonsin trott att den skulle kunna bevisas, allra minst med hjälp av blodprov på chefer och deras anställda. Julia Romanowskas snillrika experiment borde studeras av alla som har med människor att göra.«
Romanowskas schibboletexperiment är ett tidigt tvärvetenskapliga försök att undersöka hur konstnärliga upplevelser påverkar chefers beteenden, mognad och ansvarstagande och hur det inverkar på deras medarbetares psykosociala och neurobiologiska motståndskraft.